# Carrie Kelley
Carrie Kelley est un personnage de fiction créé par Frank Miller dans la mini-série de comics Batman: The Dark Knight Returns en 1986. Elle portera le costume de Robin et porte désormais celui de Catgirl.

## Histoire éditoriale
Selon Frank Miller, l'idée de créer Carrie Kelley est née d'une conversation avec le dessinateur John Byrne alors qu'ils se rendent à une convention de comics books dans l'Ohio. Lorsque Miller dit à Byrne qu'il écrit une histoire de Batman mettant en vedette le justicier vieux et plus grincheux, Byrne lui recommande de faire de Robin une fille et lui dessine un croquis. Miller apprécie tellement le concept qu'il l'inclut finalement dans The Dark Knight Returns, qui est publié en 1986.

## Biographie fictive
Carrie est une adolescente qui va encore à l'école. Elle est très douée en gymnastique. Son arme favorite est le lance-pierre. Elle n'a pas le permis, n'a jamais vu de chevaux de sa vie mais est très douée en informatique. Dans un premier temps, elle crée son propre costume de Robin pour traquer les petits arnaqueurs de rue. Ensuite, elle aide Batman alors que celui-ci est gravement blessé par le chef des mutants. Elle devient alors l'alliée officielle de Batman. Par la suite, elle tue un complice du Joker sur le circuit de montagnes russes de la fête foraine de Gotham City. Elle tire aussi Batman des griffes de la police grâce à l'hélicoptère de celui-ci. Lors du final, elle agit de concert avec Green Arrow en conduisant le tank lourd de Batman. Entre Batman et elle, c'est une relation de confiance, même si elle transgresse parfois ses ordres. Elle le respecte, et Batman manifeste à son égard un comportement paternel.

### Renaissance DC
Dans la série de comics Batman and Robin, Carrie Kelley apparaît après la mort de Damian Wayne, celle-ci donnait des leçons d'acteurs à Damian. Ne connaissant pas la double vie de Damian et de son décès, elle demande à Bruce Wayne de rencontrer Damian pour poursuivre ces leçons. Bruce mentionne que c'est impossible, car Damian est parti en Asie poursuivre ses études. Peu après Alfred Pennyworth engage Carrie pour qu'elle s'occupe de Titus, le chien de Damian.
Lors de sa première apparition dans la continuité, elle est déguisée en Robin à une fête costumée, un hommage à son alter ego dans Batman: Dark Knight.

## Œuvres où le personnage apparaît

### Comics
- 1986 : Batman: The Dark Knight Returns (Frank Miller, Delcourt)
- 2001 : The Dark Knight Strikes Again (Frank Miller, Éditions USA)
- 2014 : Batman and Robin Volume 4 : Requiem for Damian (Peter J. Tomasi)

### Séries animées
- 1997 : Batman, les nouvelles aventures (Batman: Gotham Knights aka The New Batman Adventures, 24 épisodes, Alan Burnett, Paul Dini, Bruce Timm, 1997-1999) doublée par Anndi McAfee
- 2008 : Batman: The Brave and the Bold, doublée par Sebastian Bader
- 2013 : Teen Titans Go! doublée par Scott Menville

### Film
- 2012 : Batman: The Dark Knight Returns, doublée par Ariel Winter

### Séries Télévisées
- 2023 : Gotham Knights, jouée par Navia Robinson